# Chris Christoffersen
Chris Tasker Christoffersen född 13 augusti 1979 i Hasle på Bornholm, är en dansk basketspelare. 
Den 218 cm långa Christoffersen debuterade som center i det danska landslaget 2001. Han blev dansk mästare med Bakken Bears 2004/2005, 2007/2008 och 2008/2009, finsk mästare och pokalsegare med Lappeenrannan NMKY 2005/2006. Han spelade endast två minuter i sin debut i Södertälje BBK, då han skadade sitt knä allvarligt.

## Klubbkarriär
- Nordoff High School - USA (1996-1998)
- University of Oregon - USA (1998-2002)
- Scavolini Pesaro - Italien (2002-2003)
- Roanoke Dazzle - USA (2003-04)
- Bakken Bears - Danmark (2004-06)
- Lappeenrannan NMKY - Villmanstrand, Finland (2005-06)
- Södertälje BBK (2006-07)
- Bakken Bears - Danmark (2007-09)
- Willetton Tigers - Perth, Australien (2009)